# Speocropia fernae
Speocropia fernae là một loài bướm đêm trong họ Noctuidae.